# Gustave Daladier
Gustave Victorin Daladier (23. března 1888, Villedieu – 16. dubna 1974) byl 26.-37. nejúspěšnějším francouzským stíhacím pilotem první světové války s celkem 12 uznanými sestřely. Čtyři z jeho sestřelů byly pozorovací balóny.
Za války sloužil u jednotek F.14, N.73, N.93 a SPA.93.
Během války získal mimo jiné tato vyznamenání: Médaille militaire, Légion d'honneur a Croix de Guerre.